# Отто фон Кнобельсдорф
Отто фон Кнобельсдорф (нім. Otto von Knobelsdorff; нар. 31 березня 1886, Берлін — пом. 21 жовтня 1966, Ганновер) — німецький воєначальник часів Третього Рейху, генерал танкових військ (1942) Вермахту. Кавалер Лицарського хреста Залізного хреста з Дубовим листям та Мечами (1944).

## Біографія
Закінчив кадетський корпус. 25 квітня 1905 року поступив в 94-й піхотний полк «Великий герцог Саксонський» (Веймар). З 1906-11 роках — командир взводу 5-ї роти свого полку. З 1 квітня 1911 року — ад'ютант 3-го батальйону, з 28 січня 1914 року — полку. Учасник Першої світової війни. 29 серпня 1915 року був важко поранений і відправлений у шпиталь. Після одужання 5 листопада 1915 року призначений командиром роти свого полку, неодноразово виконував обов'язки командира батальйону. З 1 квітня 1916 року — командир роти польового запасного депо 38-ї піхотної дивізії, потім командир зведеного батальйону. З 15 жовтня 1916 року — ад'ютант 83-ї піхотної бригади. 1 листопада 1916 року переведений в штаб 7-го армійського корпусу. З 18 березня 1917 року — 2-й офіцер Генштабу (квартирмейстер) в штабі 200-ї піхотної дивізії. 18 червня 1917 року зайняв аналогічну посаду в штабі 1-ї гвардійської піхотної дивізії. В серпні-жовтні 1917 року служив у штабі Бузької армії на Східному фронті, в жовтні направлений викладачем на курси офіцерів Генштабу в Седані. З вересня 1918 року — 2-й офіцер Генштабу в штабі 242-ї піхотної дивізії. 21 жовтня 1918 року важко поранений і 3 місяці провів у шпиталі. За бойові заслуги нагороджений численними нагородами.
Після демобілізації армії залишений у рейхсвері. З травня 1919 року — командир роти 94-го, з 1 липня 1919 року — 21-го, з 1 січня 1921 року — 15-го піхотного полку. В серпні 1923 року переведений в штаб 6-ї дивізії (Мюнстер), потім в штаб командувача артилерією 2-го військового округу, 1 квітня 1926 року — в штаб 2-ї дивізії. З 1 жовтня 1928 року — командир 4-го ескадрону 9-го кінного полку, одночасно відвідував лекції в Берлінському університеті. З 19 жовтня 1929 року — 1-й офіцер генштабу в штабі командувача артилерією 3-го військового округу. 1 жовтня 1933 року очолив штаб військового управління Берліна. 15 жовтня 1935 року — командир 102-го піхотного полку. З 1 лютого 1939 року — комендант фортеці Оппельн. Під час Польської кампанії прикріплений до штабу 33-го армійського корпусу, офіційно займав посаду штабу 3-го вищого командування. З 1 лютого 1940 року — командир 19-ї піхотної дивізії (1 жовтня перетворена на танкову). Учасник Французької кампанії і німецько радянської війни.
4 січня 1942 року захворів і був відправлений у шпиталь в Бад-Гаштайні. З 1 травня 1942 року — в.о. командира 10-го, з 1 червня — 2-го армійського корпусу. З 1 липня 1942 року — командир зведеного корпусу «Кнобельсдорф». З 10 жовтня 1942 року — командир 24-го танкового корпусу. З 1 грудня 1942 року — в.о. командира 48-го армійського корпусу (затверджений на посаді 10 лютого 1943 року). Учасник боїв у районі Харкова і Білгорода. 9 жовтня 1943 року важко захворів, здав командування і зарахований в резерв ОКГ.
З 1 лютого 1944 року — командир 40-го танкового корпусу. Учасник боїв у Бессарабії, в серпні відійшов у Литву, а потім у Східну Пруссію. З 6 вересня по 30 листопада 1944 року — в.о. командувача 1-ю армією. 1 грудня зарахований в резерв ОКГ. 11 квітня 1945 року взятий в полон американськими військами. 12 грудня 1947 року звільнений.

## Нагороди
Військова кар'єра
- 27 січня 1906 — фенрих
- 18 серпня 1906 — лейтенант
- 18 листопада 1914 — оберлейтенант
- 22 березня 1916 — гауптман
- 1 лютого 1929 — майор
- 1 червня 1933 — оберстлейтенант
- 1 червня 1935 — оберст
- 1 січня 1939 — генерал-майор
- 1 грудня 1940 — генерал-лейтенант
- 1 серпня 1942 — генерал танкових військ

- Залізний хрест
  - 2-го класу (19 вересня 1914)
  - 1-го класу (27 лютого 1915)
- Орден Білого Сокола, лицарський хрест 2-го класу з мечами
- Військовий Хрест Вільгельма Ернста
- Орден дому Саксен-Ернестіне, лицарський хрест 2-го класу з мечами
- Хрест «За військові заслуги» (Ліппе)
- Хрест «За військові заслуги» (Австро-Угорщина) 3-го класу з військовою відзнакою
- Нагрудний знак «За поранення» в чорному
- Орден Святого Йоанна (Бранденбург)
  - почесний лицар
  - лицар справедливості (22 квітня 1949)
- Почесний хрест ветерана війни з мечами
- Медаль «За вислугу років у Вермахті» 4-го, 3-го, 2-го і 1-го класу (25 років)
- Медаль «У пам'ять 1 жовтня 1938»
- Застібка до Залізного хреста
  - 2-го класу (11 жовтня 1939)
  - 1-го класу (20 травня 1940)
- Лицарський хрест Залізного хреста з дубовим листям і мечами
  - лицарський хрест (17 вересня 1941)
  - дубове листя (№ 322; 12 листопада 1943)
  - мечі (№ 100; 21 вересня 1944)
- Нагрудний знак «За танкову атаку» в сріблі
- Медаль «За зимову кампанію на Сході 1941/42»
- Німецький хрест в золоті (16 лютого 1943)
- Двічі відзначений у Вермахтберіхт (20 лютого 1943 і 8 червня 1944)